# 景清洞

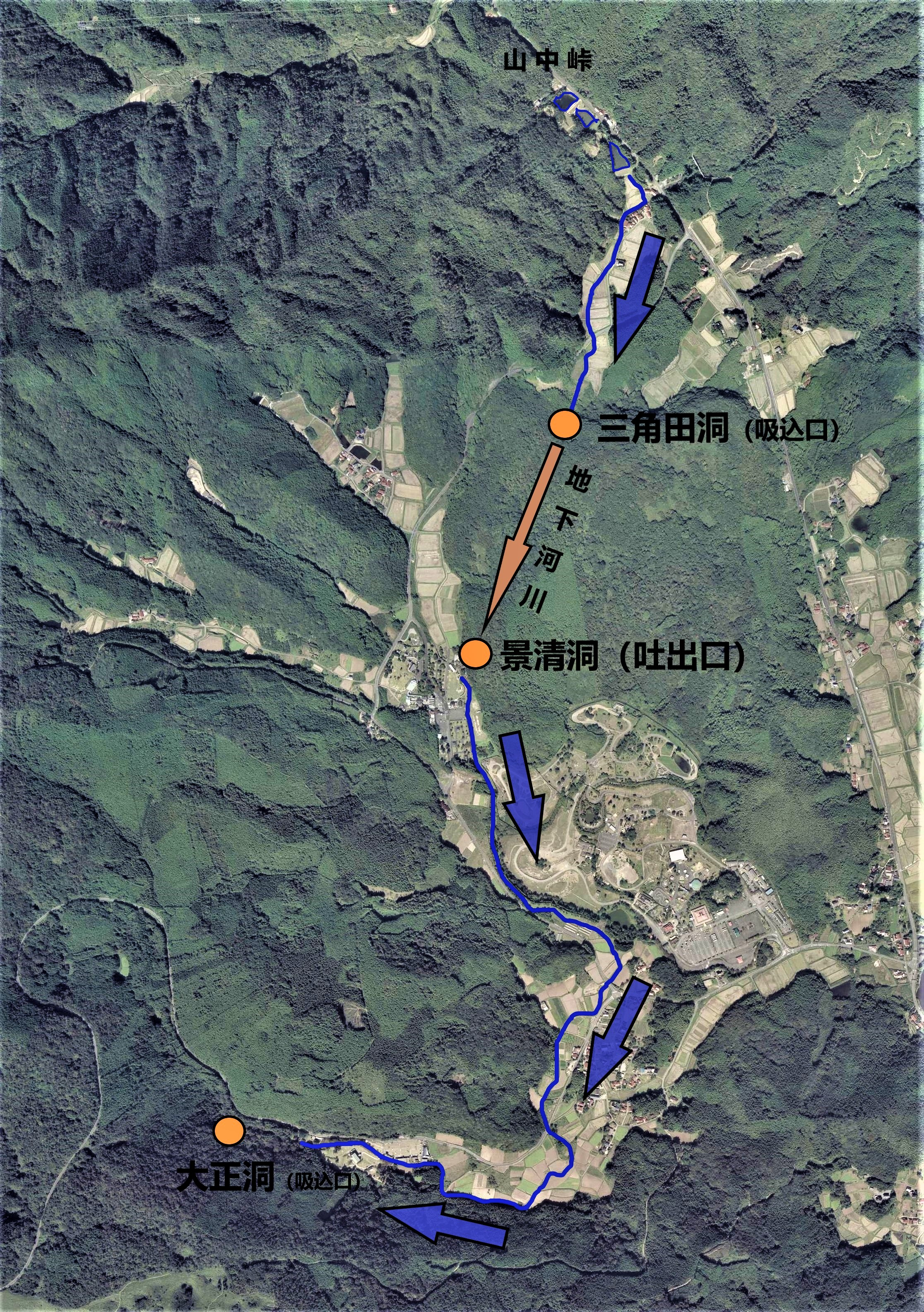
三角田川の流路を示した空中写真。
三角田洞に吸込まれ地下を流れて景清洞から出た水は再び大正洞に吸い込まれていく。2008年10月15日撮影の2枚を合成作成。。

景清洞（かげきよどう）は、山口県美祢市美東町にある鍾乳洞である。景清穴とも呼ばれる。秋吉台国定公園の最も北東に位置し、天然記念物に指定されている。天然記念物としての名称は景清穴（カゲキヨアナ）であるが、かつては景清洞と記して「カゲキヨアナ」と読んだようである。三角田川が猪出台でポノールに吸い込まれた流れが、景清洞から出ている。

## 概要
壇ノ浦の戦いで敗れた平家の武将平景清がこの洞窟に潜んでいたという伝説があるためこの名がある。別の伝説では、平家の部将である大庭景宗一党がこの洞窟に逃れ住んだが、建久9年に景宗の留守中に追討の兵が押し寄せ、その時これを迎え討った景宗の子、大庭景清に由来しているという。
洞内には、景清が戦いで負傷した目を洗って治したと伝わる生目八幡や、景清の緞帳・景清明神・兜かけなど景清にちなんだ鍾乳石を多く見ることができる。また、フズリナ・サンゴ・海藻などの化石も多く見られる。
2005年に秋吉台地域の他の2つの鍾乳洞、秋芳洞、大正洞と共に秋吉台地下水系という名称でラムサール条約登録湿地となった。

## 観光
一般に開放されている約700mの観光コースと、探検のための装備をして入ることのできる約400mの探検コースからなる。
観光コースはバリアフリー化されており、生目八幡宮があるほか、サンゴ天井やカスリ天井などの石灰岩が見られる。
観光コースの奥につながる探検コースには照明はなく、ヘルメット・ヘッドライト・長靴の貸し出しを受けて入る（所要時間約60分）。